# سیارک ۲۱۵۲۳
سیارک ۲۱۵۲۳ (به انگلیسی: 21523 GONG، نامگذاری:1998MW15) بیست و یک هزار و پانصد و بیست و سومین سیارک کشف شده‌است که در ۲۶ ژوئن ۱۹۹۸ کشف شد.
قدر مطلق سیارک برابر ۱۹.۵ است.